# Doopsgezinde Kerk (Nieuwe Niedorp)
De Doopsgezinde Kerk aan de Dorpsstraat 149 is een neogotische zaalkerk uit 1878 van de Doopsgezinde Gemeente in het Noord-Hollandse Nieuwe Niedorp, deel uitmakend van de gemeente Hollands Kroon.

## Geschiedenis van de doopsgezinden in de Niedorperkogge
In de Niedorperkogge organiseerden wederdopers al in 1534 bijeenkomsten en Bijbelstudies in schuren rond de plaatsen Barsingerhorn, Nieuwe Niedorp, Winkel en Medemblik. Destijds vonden er ook gerichte vervolgingen plaats in deze omgeving. Er zijn tussen 1534-36 in totaal 21 doopsgezinden omgebracht via doodvonnissen in de Niedorperkogge. Leenaert Bouwens was tussen 1563-65 verantwoordelijk voor de organisatie en verspreiding van de doperse beweging in West-Friesland. Later werd rond 1570 in Nieuwe Niedorp officieel de doopsgezinde gemeente opgericht. In 1840 was 4% van de inwoners uit de Niedorperkogge doopsgezind.

## Doperse kerkgebouwen in Nieuwe Niedorp
Het oorspronkelijke doopsgezinde kerkgebouw de ‘Vermaning’ stond achter de woningen Dorpsstraat 207 en 209. In de jaren 70 van de 19e eeuw was deze schuilkerk onderhevig aan bouwvalligheid. Om die reden werd er in 1857 een nieuwe kerk gebouwd. Dit gebouw werd datzelfde jaar ingewijd door dominee Inne Thijsses Taconis. Twee decennia later verkeerde deze nieuwe kerk echter ook in een staat van verwaarlozing. De doopsgezinde gemeente besloot daarom de verwaarloosde kerk te slopen en gaf opdracht voor de bouw van een volwaardige kerk met toren. Op 16 april 1878 vond de aanbesteding plaats in opdracht van het kerkbestuur. De eerste steen werd gelegd op 31 juli 1878. In datzelfde jaar werd de nieuwe zaalkerk opgeleverd. Het ontwerp werd getekend door de architecten J. A. Vonk Jr. te Schagen en D. Holwerda te Winkel. Nadat er voor de tweede keer een nieuwe kerk in gebruik werd genomen door de doopsgezinde gemeente, deed de oude ‘Vermaning’ nog vele jaren dienst als bergruimte totdat deze in 1972 gesloopt werd om ruimte te maken voor een parkeerplaats voor de naastgelegen sportverenigingen. Na de ingebruikneming bleek dat de constructie van de kerk niet voldoende was berekend op het zware gewicht van de toren. Zodoende werd het torentje, bekroond met een houten koepel, afgebroken in 1925.

## Orgel en interieur
In de kerkzaal staat een orgel geproduceerd door L. van Dam & Zn uit 1882. Om het Van Dam-orgel te bespelen moet een pomper of orgeltrapper de windlade bedienen. De kerkbanken zijn in de jaren zestig uit de zaalkerk verwijderd.

## Doopsgezinde Gemeente
In 1803 fuseerde de doopsgezinde gemeente van Nieuwe Niedorp samen met die van Oude Niedorp. Nieuwer is het samenwerkingsverband tussen de gemeenten Broek op Langedijk, Twisk-Abbekerk en Nieuwe Niedorp.

## Lijst van predikanten
- Johannes Michiels Bakker (1813-1831)[16]
- Inne Thijsses Taconis (1841-1865)
- Karst Sybrand van der Meulen (1865-1904)[17]
- David Haars (1905-1935, hulppredikant tot 1940)[18]
- Eva Tiny Kraft Rothfusz (1942-45)[19]
- Elza Franken-Liefrinck (1946-1957)[20]
- Bart Santema (?-2018)
- Waldemar Epp (19 januari 2020-)[21]

## Galerij

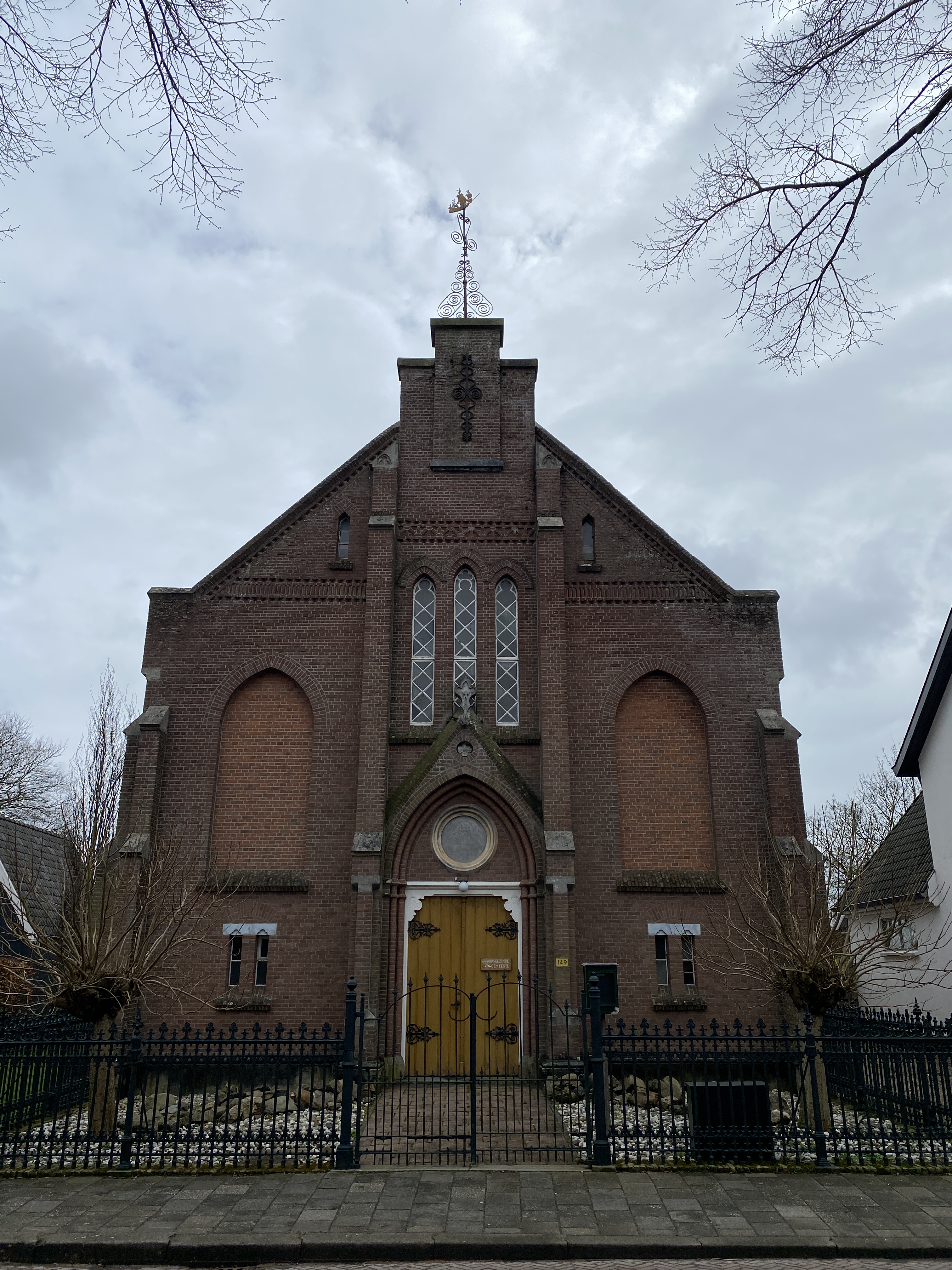
Voorgevel van de zaalkerk.
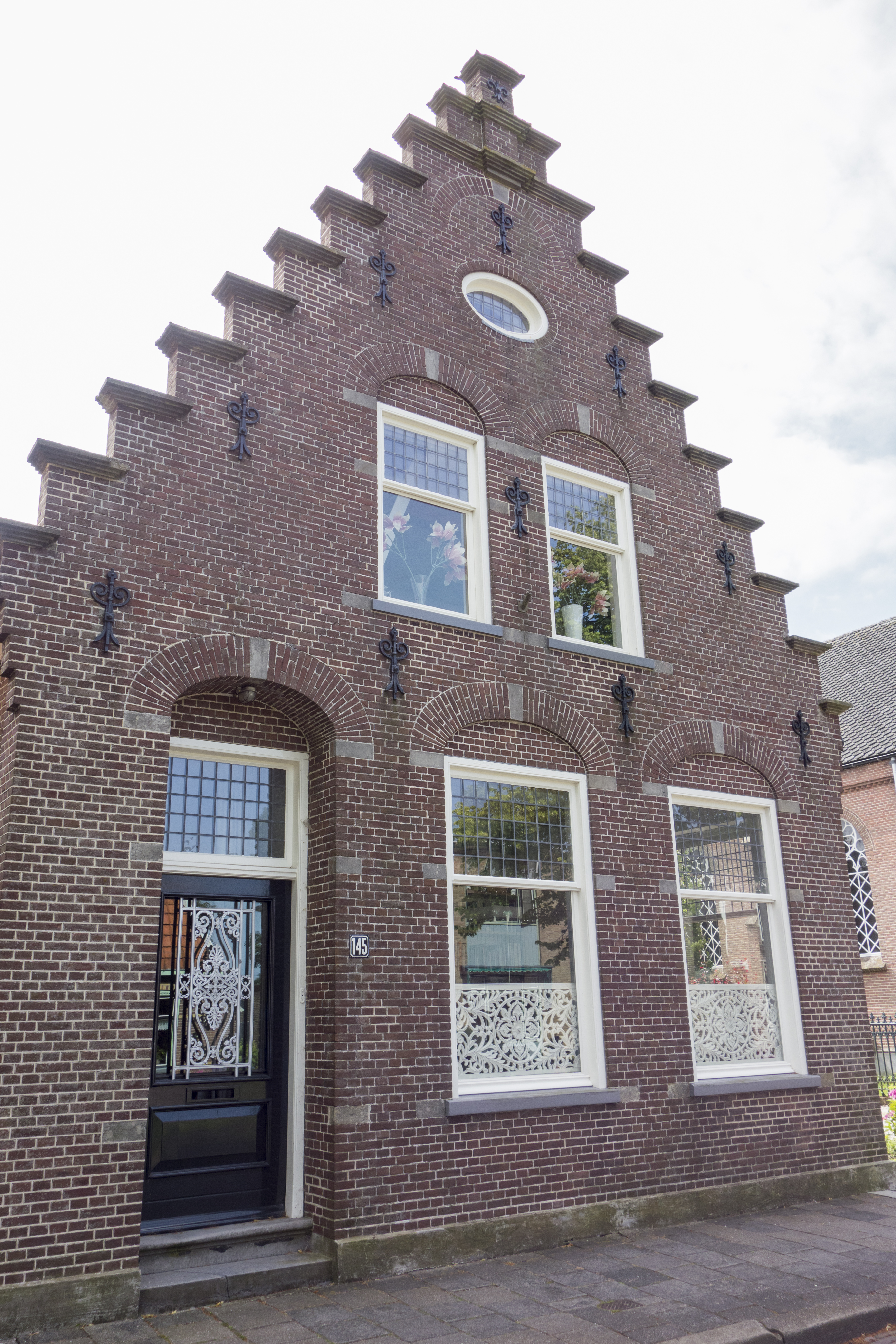
Voormalige pastorie van de doopsgezinde kerk. Op de achtergrond bevindt zich de kerk.
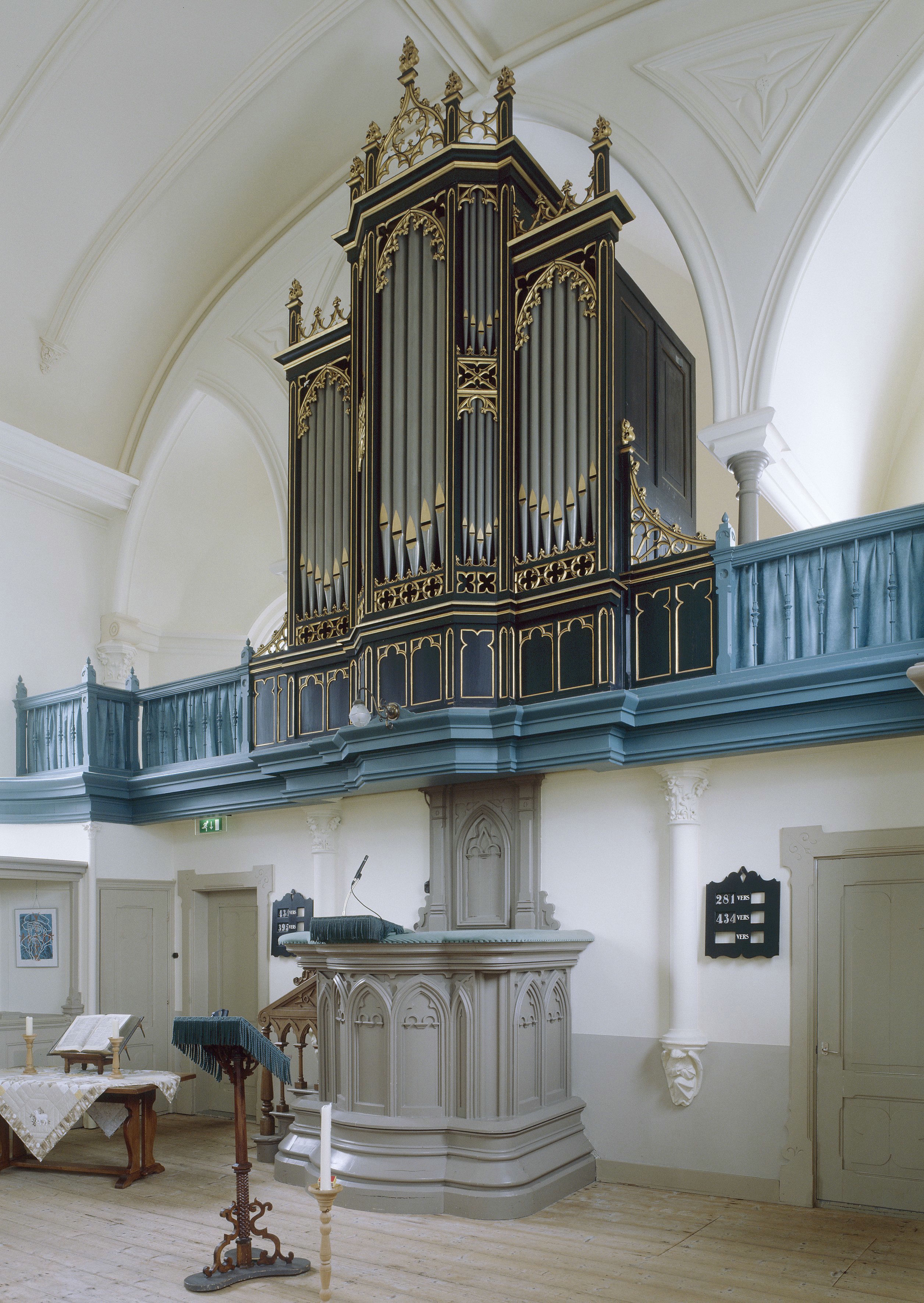
Het Van Dam-orgel uit 1882.
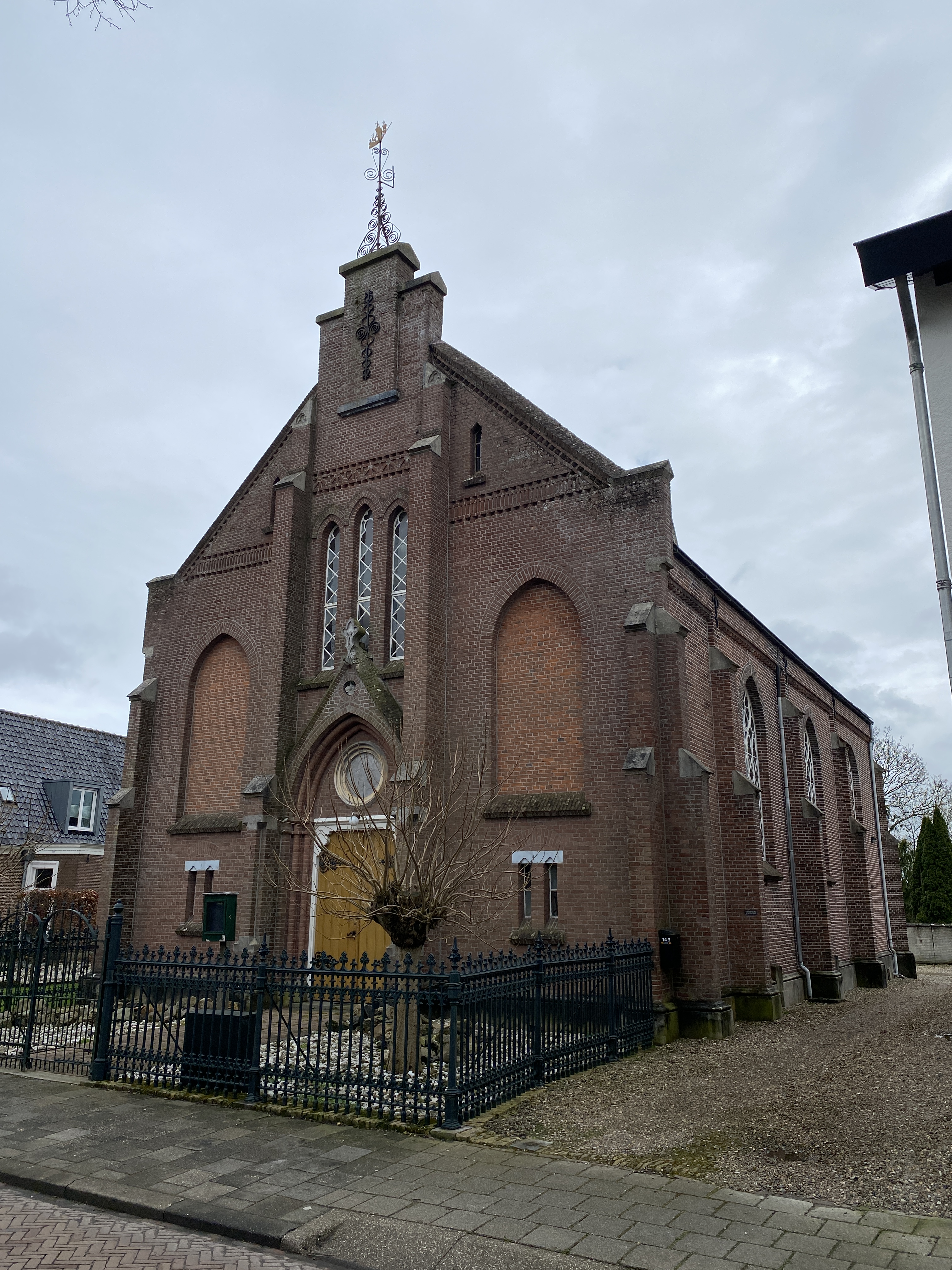
Opname vanaf de rechterzijde.